# 川村弘
川村 弘（かわむら ひろし、生没年不詳）は、日本の実業家、株式会社シャンソン化粧品創業者・元代表取締役社長、静岡信用金庫（現・しずおか焼津信用金庫）元理事長、信金中央金庫非常勤理事。

## 人物・経歴
静岡県出身。外科医の息子として生まれる。
立教大学に入学し、1930年（昭和5年）、同大学商学部（現・経済学部、経営学部）を卒業。
その後、静岡信用金庫（現・しずおか焼津信用金庫）の理事長を務める。
終戦となり、誰もが貧しく化粧品などなかなか使うことができない時代の中、日本でも欧米の女性のように美しく化粧する平和で文化的な時代が来てほしいとの願いから、終戦翌年の1946年（昭和21年）に、竝美産業株式会社を創業し、化粧品の製造を開始。
1948年（昭和23年）、訪問販売事業を開始し、社名を株式会社シャンソン化粧品本舗と改称する。
1962年（昭和37年）、女子バスケットボールチーム（現・シャンソンVマジック）を創部する。
1973年（昭和48年）、社長を退任し、社長職を子息の川村修に譲る。
そのほか、1962年（昭和37年）5月26日、信金中央金庫の理事（非常勤）に就任し、1968年（昭和43年）9月30日まで務めた。